# Lew Mosin
Lew Mosin (ros. Лев Мосин; ur. 7 grudnia 1992) – rosyjski lekkoatleta specjalizujący się w biegu na 400 metrów.
Międzynarodową karierę rozpoczął dojściem do półfinału mistrzostw Europy w Helsinkach (2012). Rok później zdobył złoto w biegu na 400 metrów i w sztafecie 4 × 400 metrów podczas młodzieżowego czempionatu Europy w Tampere. Brązowy medalista mistrzostw świata w Moskwie w biegu rozstawnym 4 × 400 metrów (2013). Stawał na podium młodzieżowych mistrzostw Rosji.

## Osiągnięcia
| Rok  | Impreza                                 | Miejsce    | Konkurencja             | Lokata     | Wynik   |
| ---- | --------------------------------------- | ---------- | ----------------------- | ---------- | ------- |
| 2012 | Mistrzostwa Europy                      | Helsinki   | bieg na 400 metrów      | półfinał   | 46,77   |
| 2013 | Młodzieżowe mistrzostwa Europy          | Tampere    | bieg na 400 metrów      | 1. miejsce | 45,51   |
| 2013 | Młodzieżowe mistrzostwa Europy          | Tampere    | sztafeta 4 × 400 metrów | 1. miejsce | 3:04,63 |
| 2013 | Mistrzostwa świata                      | Moskwa     | sztafeta 4 × 400 metrów | 3. miejsce | 2:59,90 |
| 2015 | Halowe mistrzostwa Europy               | Praga      | sztafeta 4 × 400 metrów | 4. miejsce | 3:08,00 |
| 2015 | Superliga drużynowych mistrzostw Europy | Czeboksary | sztafeta 4 × 400 metrów | 4. miejsce | 3:01,71 |

## Rekordy życiowe
- Bieg na 400 metrów – 45,51 (2013)
- Bieg na 400 metrów (hala) – 47,17 (2013)